# Vielpass

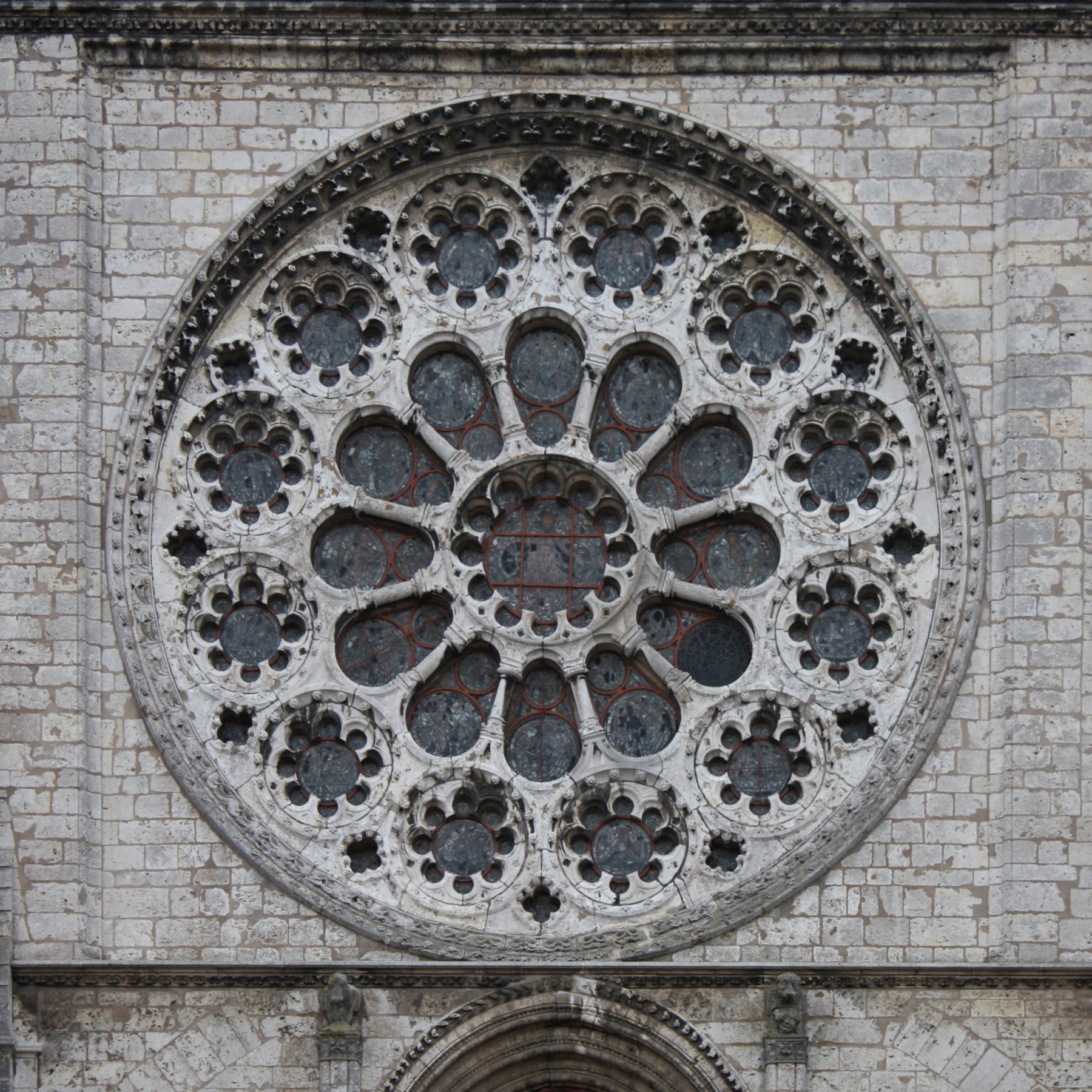
Kathedrale von Chartres, Westfenster: innen ein zwölfspeichiges Radfenster mit einem Zwölfpass im Zentrum, außen ein Kranz aus zwölf Achtpassfenstern

Als Vielpass werden in der Architektur vielfach gezackte runde oder halbrunde Zierformen bezeichnet, die vor allem beim Maßwerk auftreten, aber bisweilen auch in der Rahmung von Fenstern sowie in Bögen. Der Fünfpass und der Sechspass sind die einfachsten Formen des Vielpasses, wohingegen Dreipass und Vierpass nicht zu den Vielpässen gezählt werden.

## Geschichte
Vielpässe sind in der antiken Architektur und Ornamentik unbekannt; wahrscheinlich sind es Schöpfungen der islamischen Architektur. Von den mittelalterlichen Architekten und Steinmetzen Mitteleuropas wurden derartige Formen – anders als Drei- oder Vierpässe – nur in hochrangigen und hochwertigen Gebäuden eingesetzt, sie blieben hauptsächlich repräsentativen Sakralbauten vorbehalten.

## Vielpassfenster und Vielpassrahmung
Größere Vielpassfenster oder -blendfenster sind oft als Radfenster ausgebildet; kleinere sind ausgesprochen selten. Auch die Rahmung eines Fensters kann als Vielpass geformt sein.

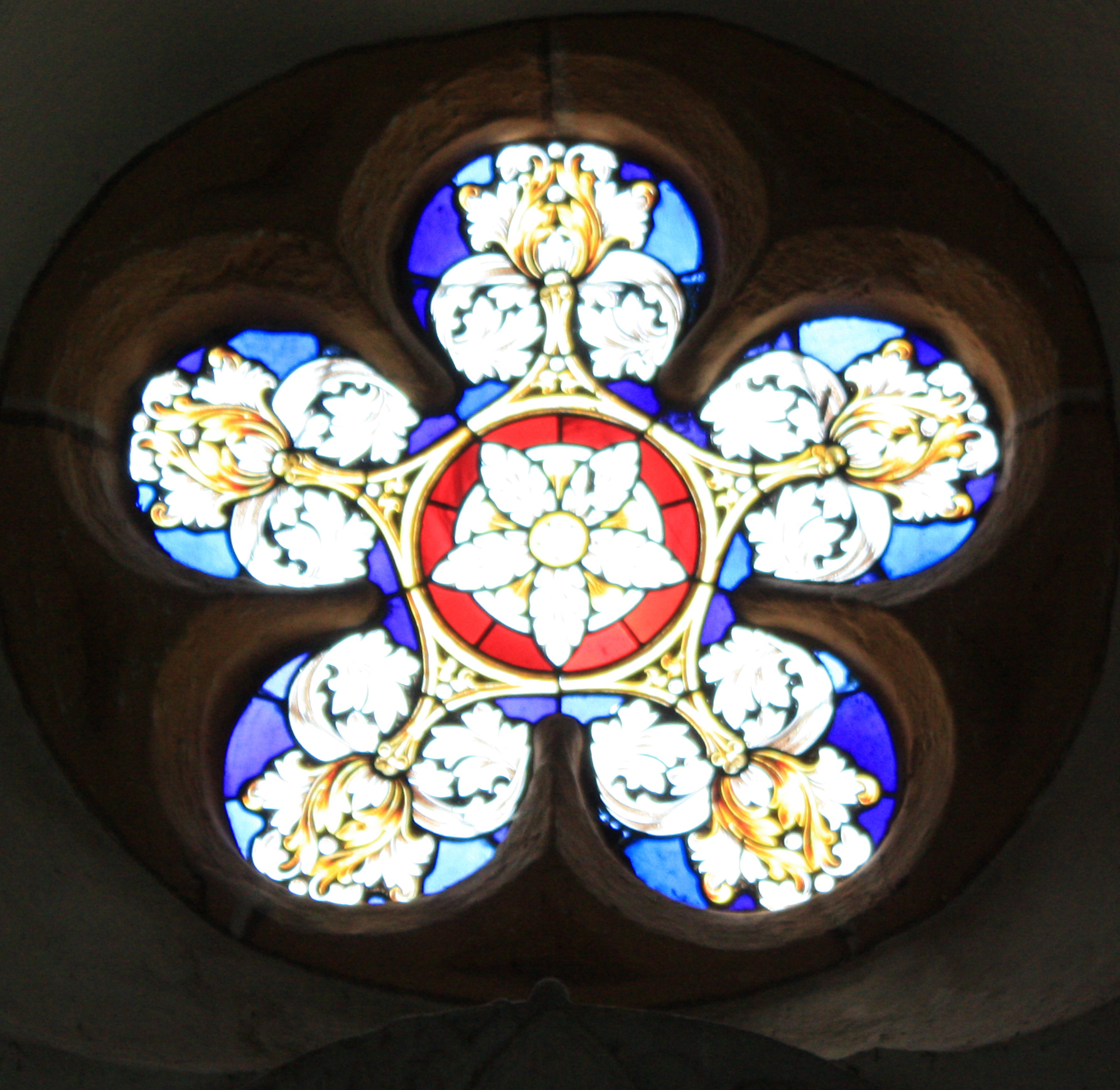
Fünfpassfenster, Stiftskirche von Ossiach, Kärnten, 15. Jh.
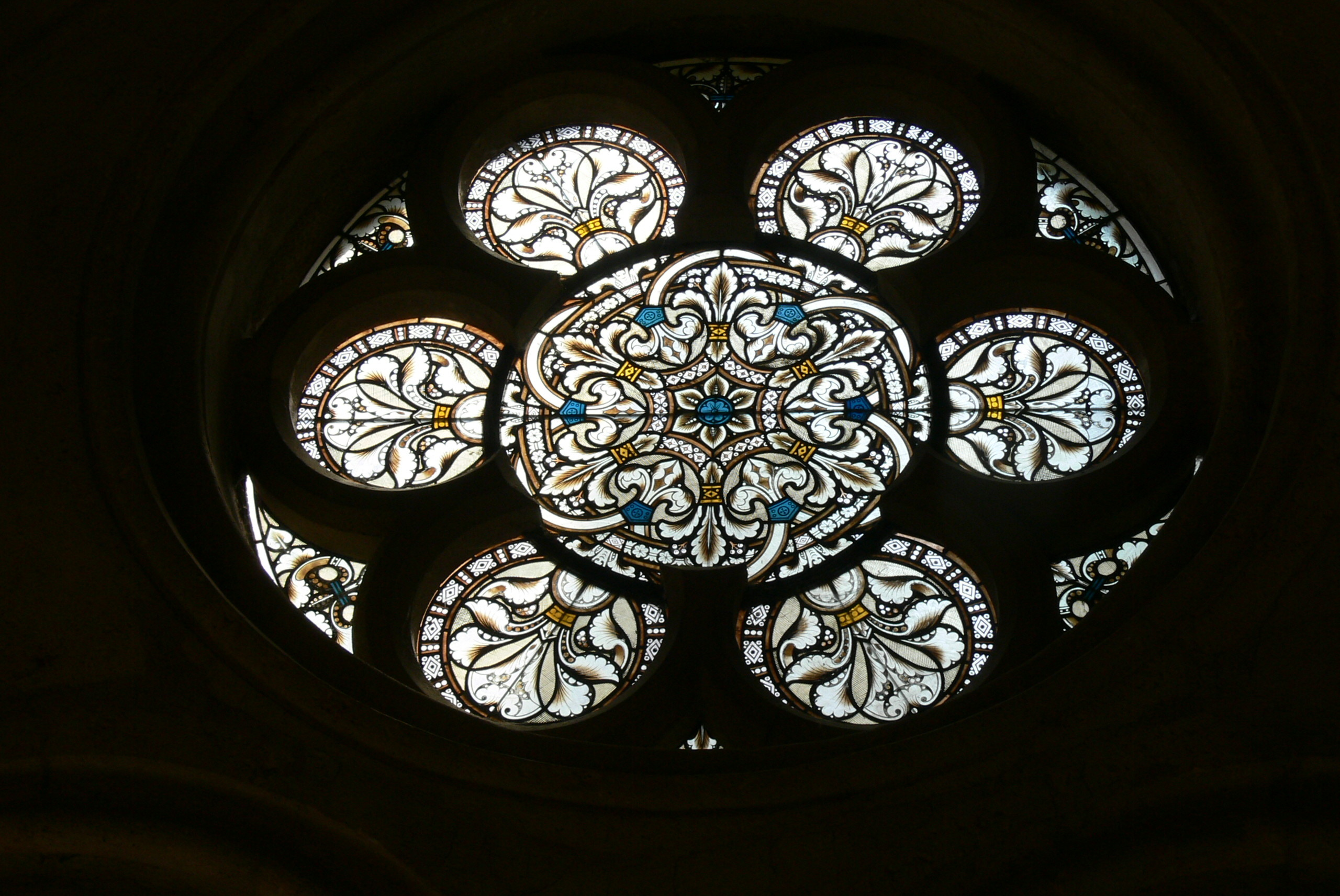
Sechspass-Maßwerk mit verglasten Zwickeln in kreisförmiger Laibung, Stift Heiligenkreuz, Niederösterreich, Kreuzgang, um 1200
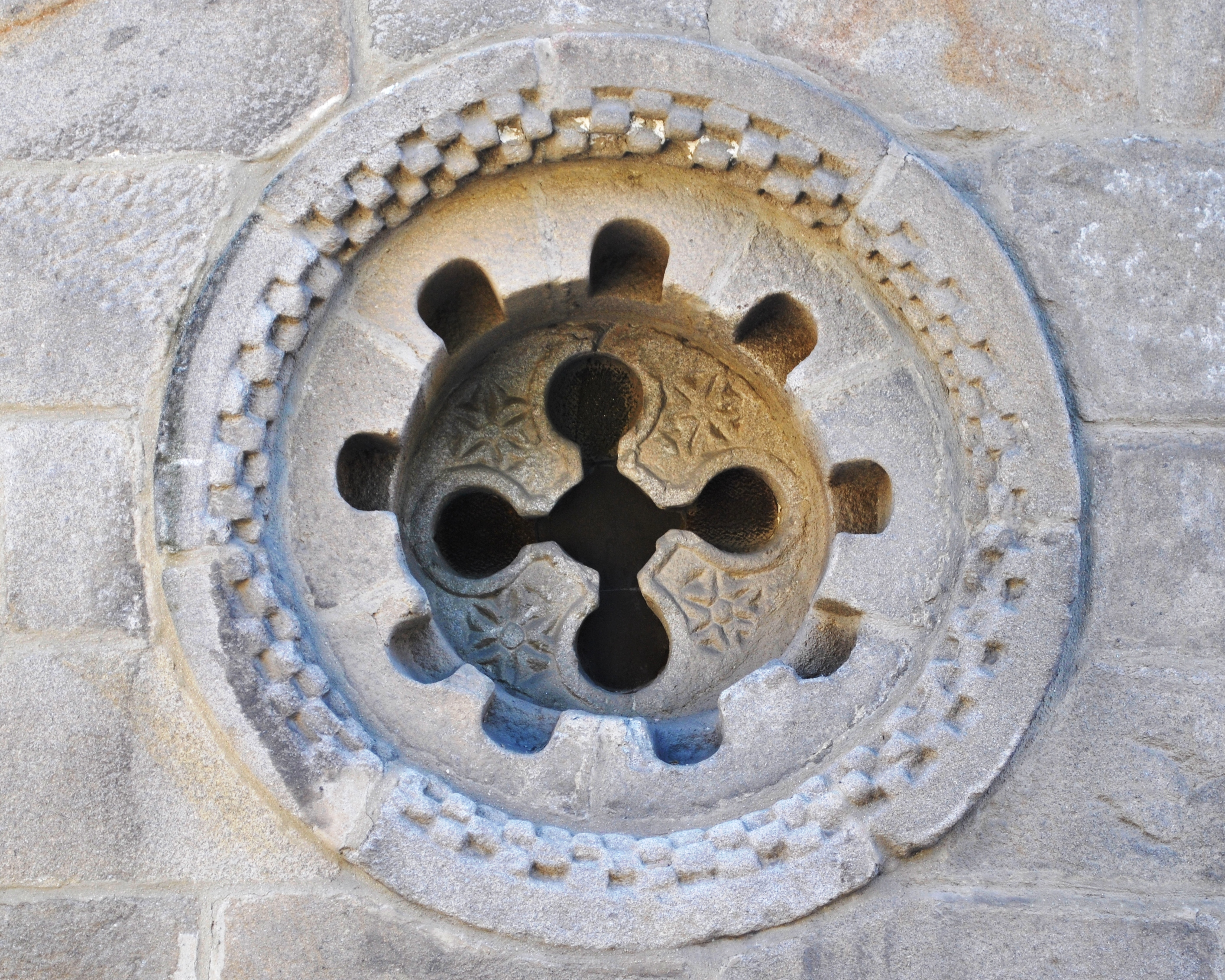
Kreis als äußere und Vielpass als mittlere Gewändestufe eines kreuzförmigen Vierpassfensters an der Kirche von Castrelos, Galicien
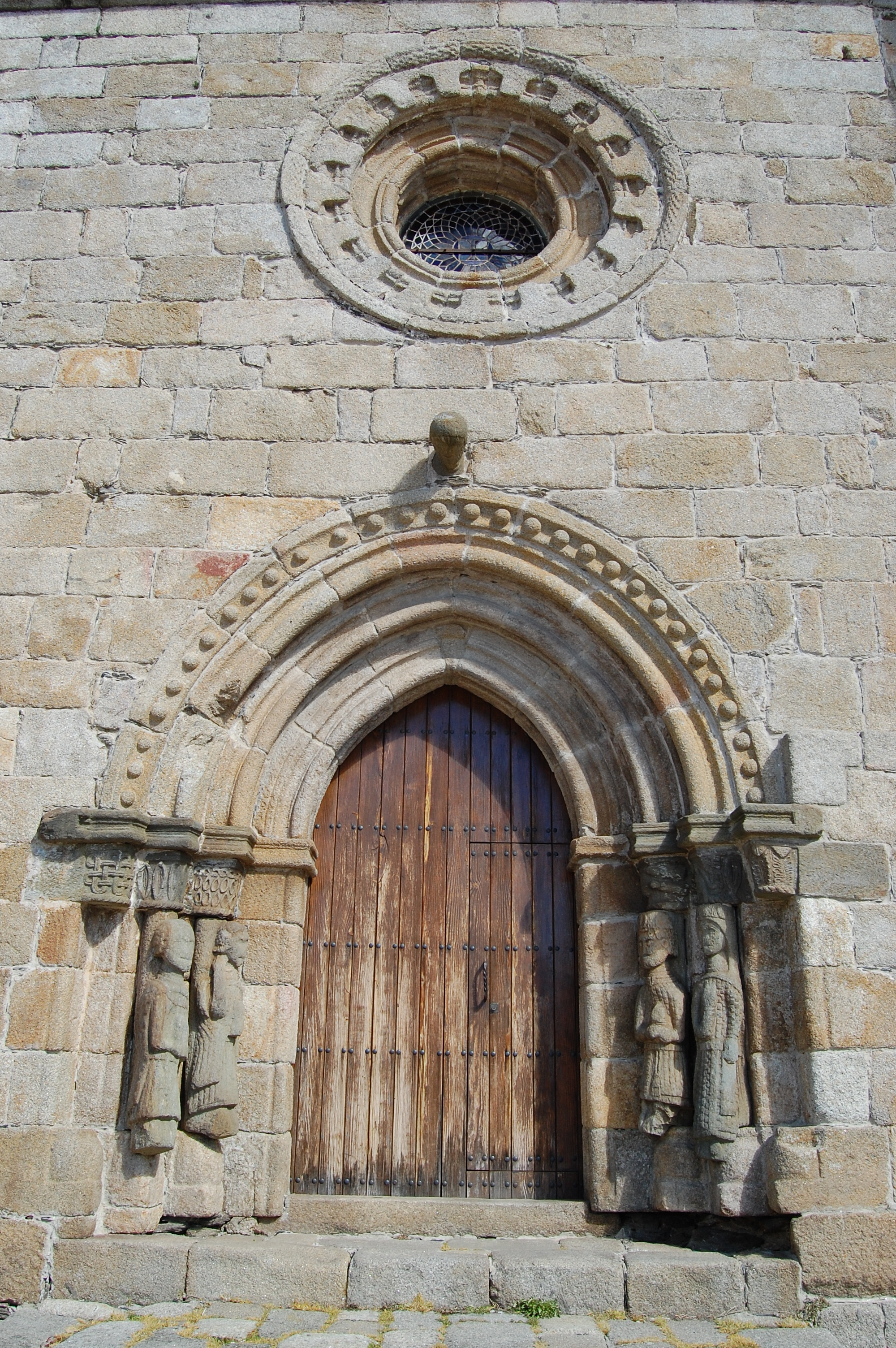
Eiserner Vielpassrahmen eines Rundfensters, Puebla de Sanabria, Kastilien-León

## Vielpassbögen
Durch Halbierung eines Vielpasses ergeben sich nach unten offene Vielpassbögen; man spricht auch von „Zacken-“ oder „Fächerbögen“. In der islamisch-maurischen Kunst Andalusiens treten sie bereits sehr früh und häufig in Erscheinung (z. B. in der Moschee von Córdoba); später erleben sie eine wahre Blütezeit in den Palästen von Al-Andalus (z. B. Aljafería-Palast von Saragossa, Alhambra von Granada oder Alcázar von Sevilla). Bereits im 13. Jahrhundert sind sie auch in der islamischen Kunst Indiens anzutreffen (z. B. Mihrab-Nische im Mausoleum von Iltutmish, Delhi); später werden sie sowohl in Moscheen als auch in Palastbauten zu einem charakteristischen Architekturelement der Mogul-Architektur. Im europäischen Mittelalter sind sie in einigen Regionen Süd- und Mitteleuropas – in der Stilepoche der Romanik und mehr noch in der Frühgotik häufiger anzutreffen (z. B. im Norden der Iberischen Halbinsel oder allen Regionen Frankreichs). Selbst in der englischen Frühgotik sind sie vereinzelt zu finden: z. B. im Portal der Kathedrale von Lichfield.

Gelappte Bögen über Portalen und aufrechten Fenstern
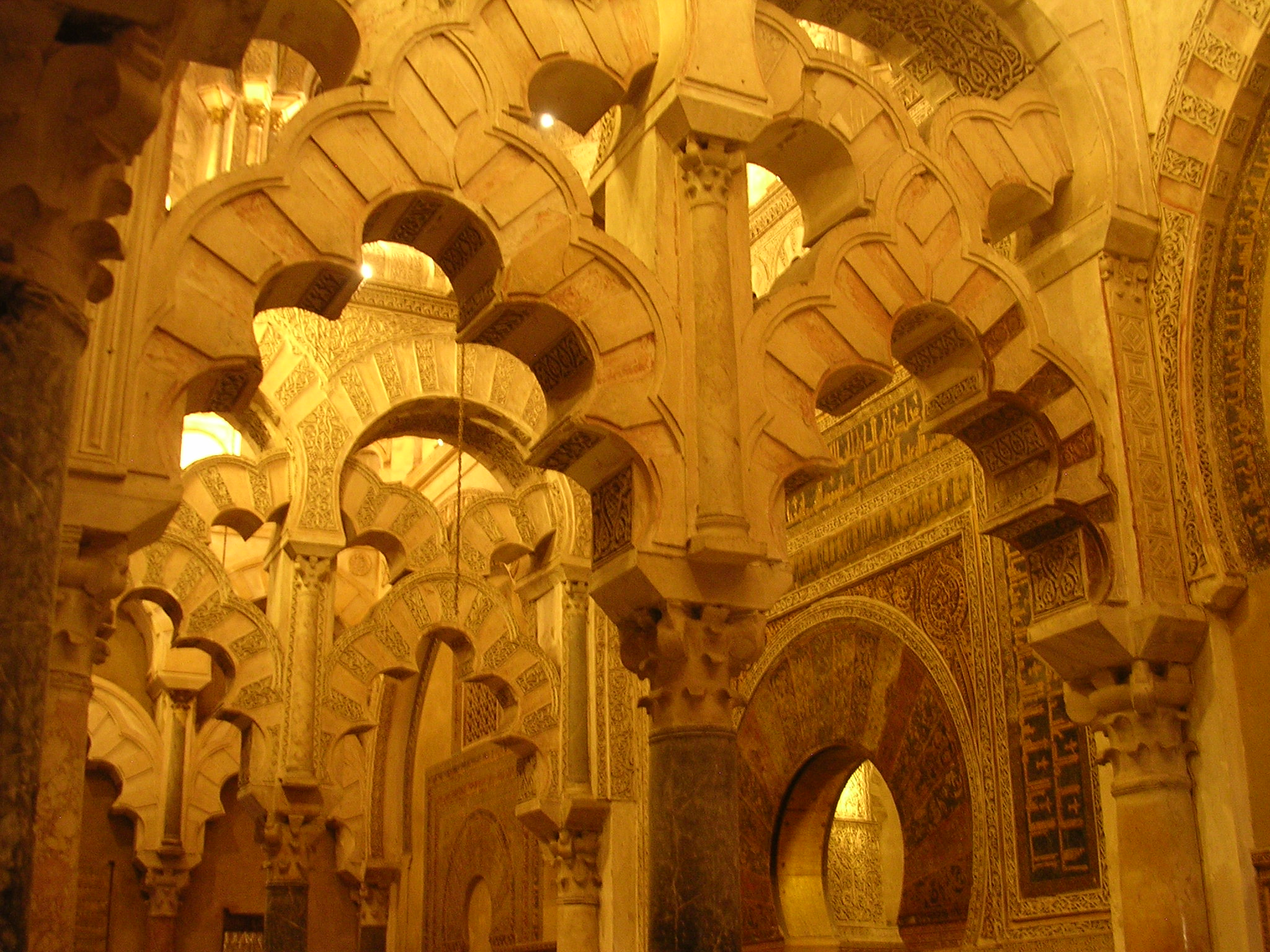
Moschee von Córdoba, 8. Jh.
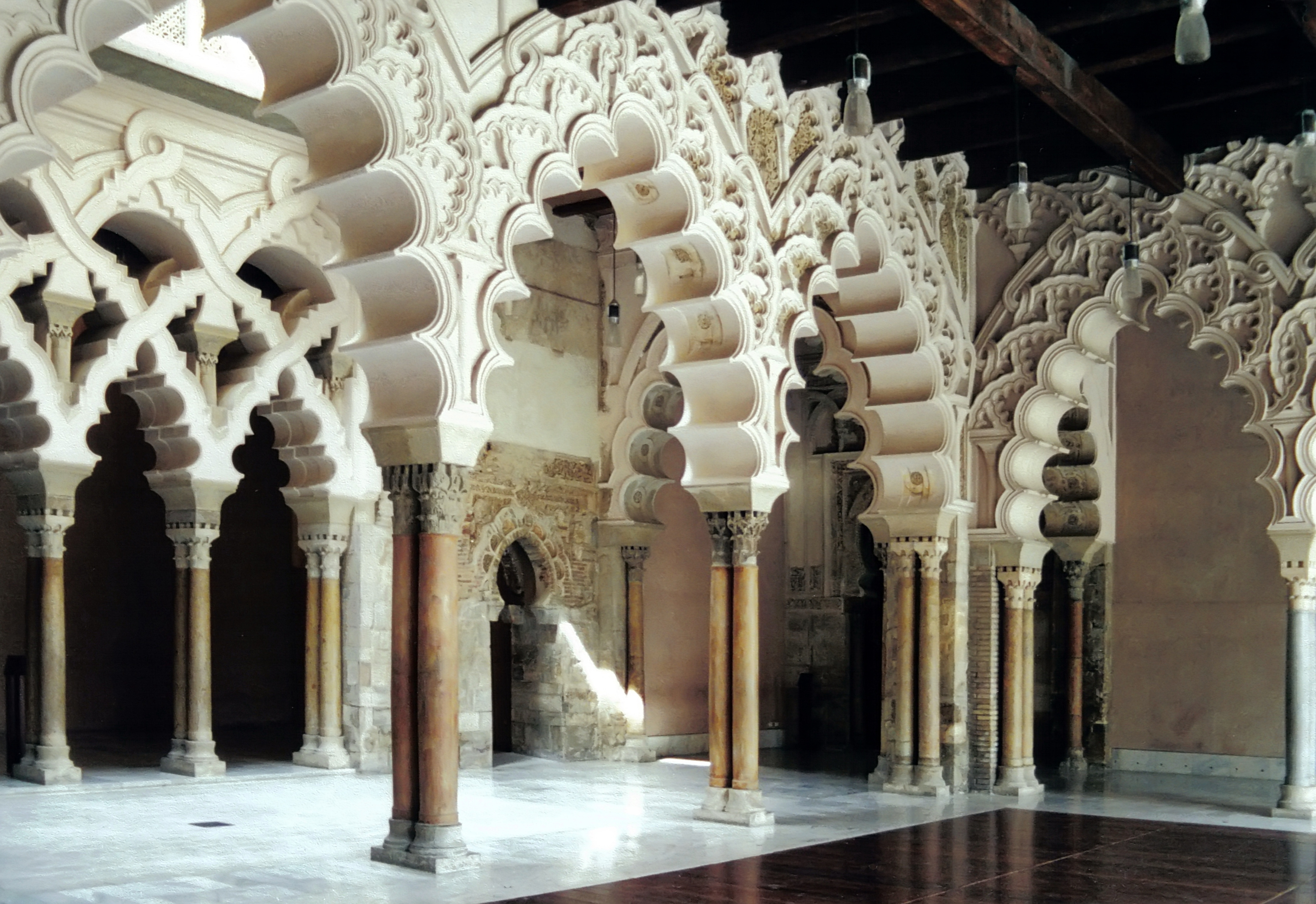
Aljafería-Palast von Saragossa, 11./12. Jh.
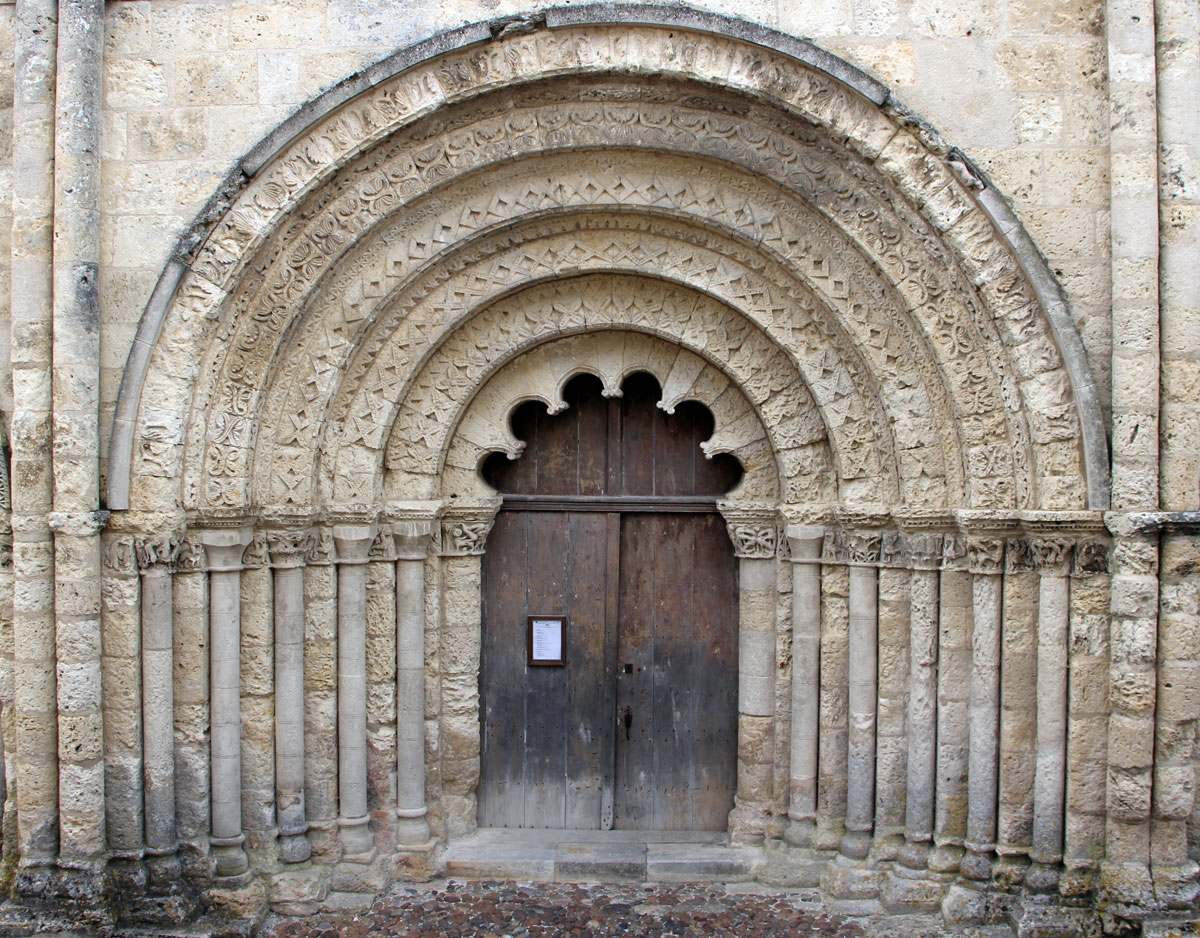
Saint-Jacques (CC) PA00104235 in Aubeterre-sur-Dronne,[1] Dép. Charente, Westfrankreich, Westfassade um 1160, romanisch, übrige Kirche 1562 zerstört und 1710 ersetzt
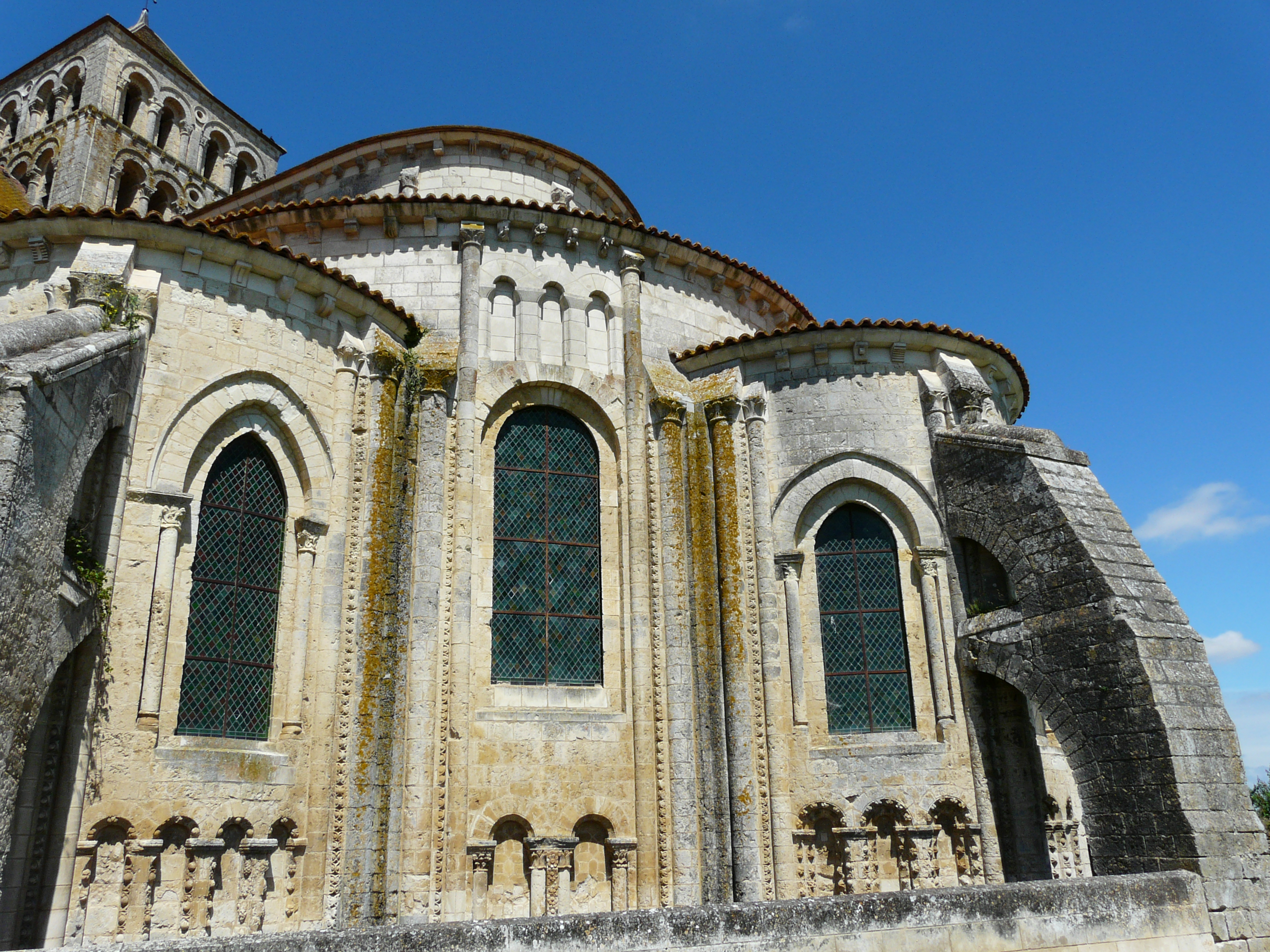
St-Jouin, Saint-Jouin-de-Marnes, Poitou: Chorumgang romanisch auf einfachen Rundbögen, Kapellen 2. Hälfte 12. Jh., auf gelappten Rundbögen, gotische Fenster
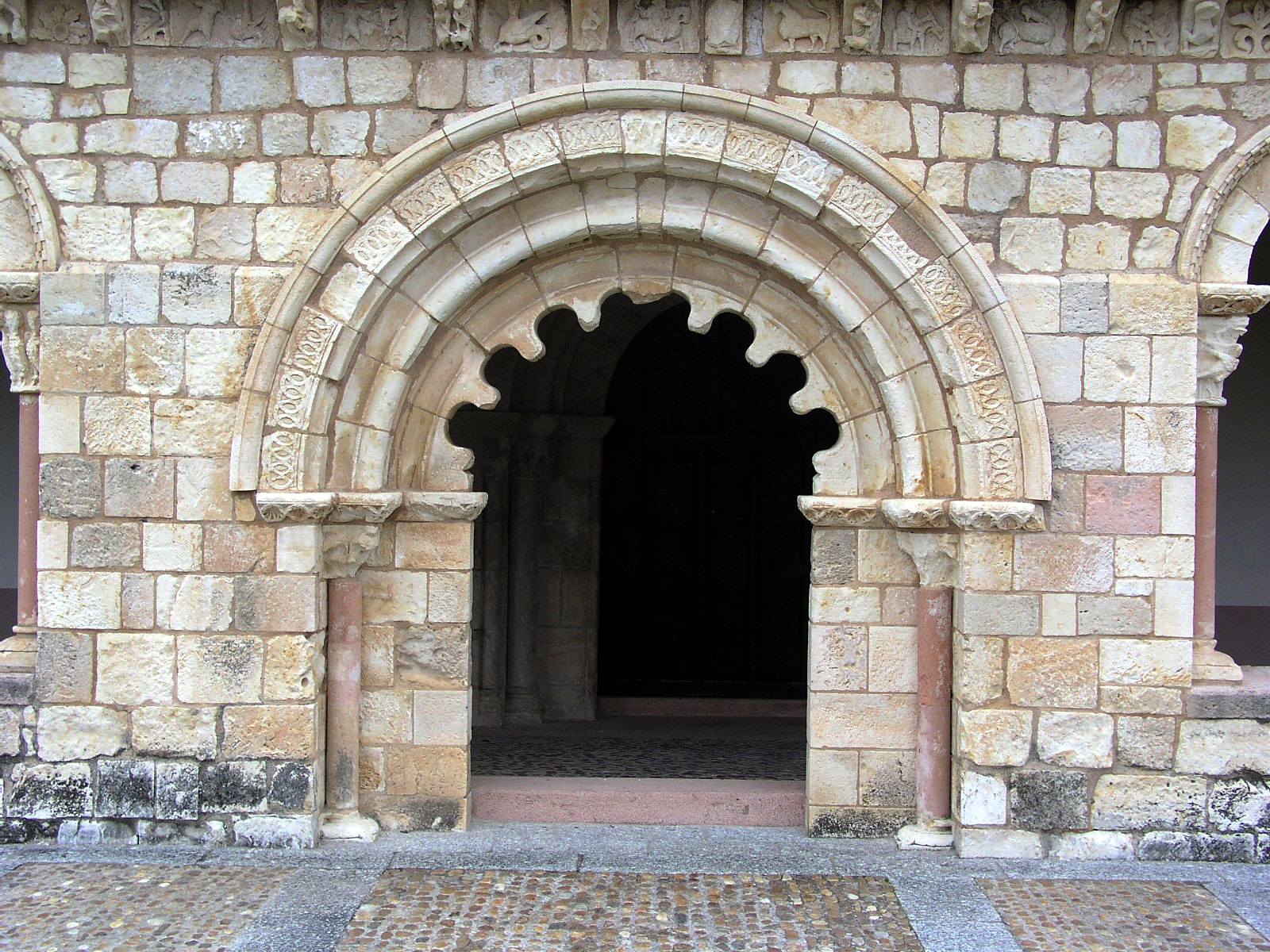
Vorhallenportal der Kirche von Duratón (Altkastilien), Ende 12. Jh., romanisch
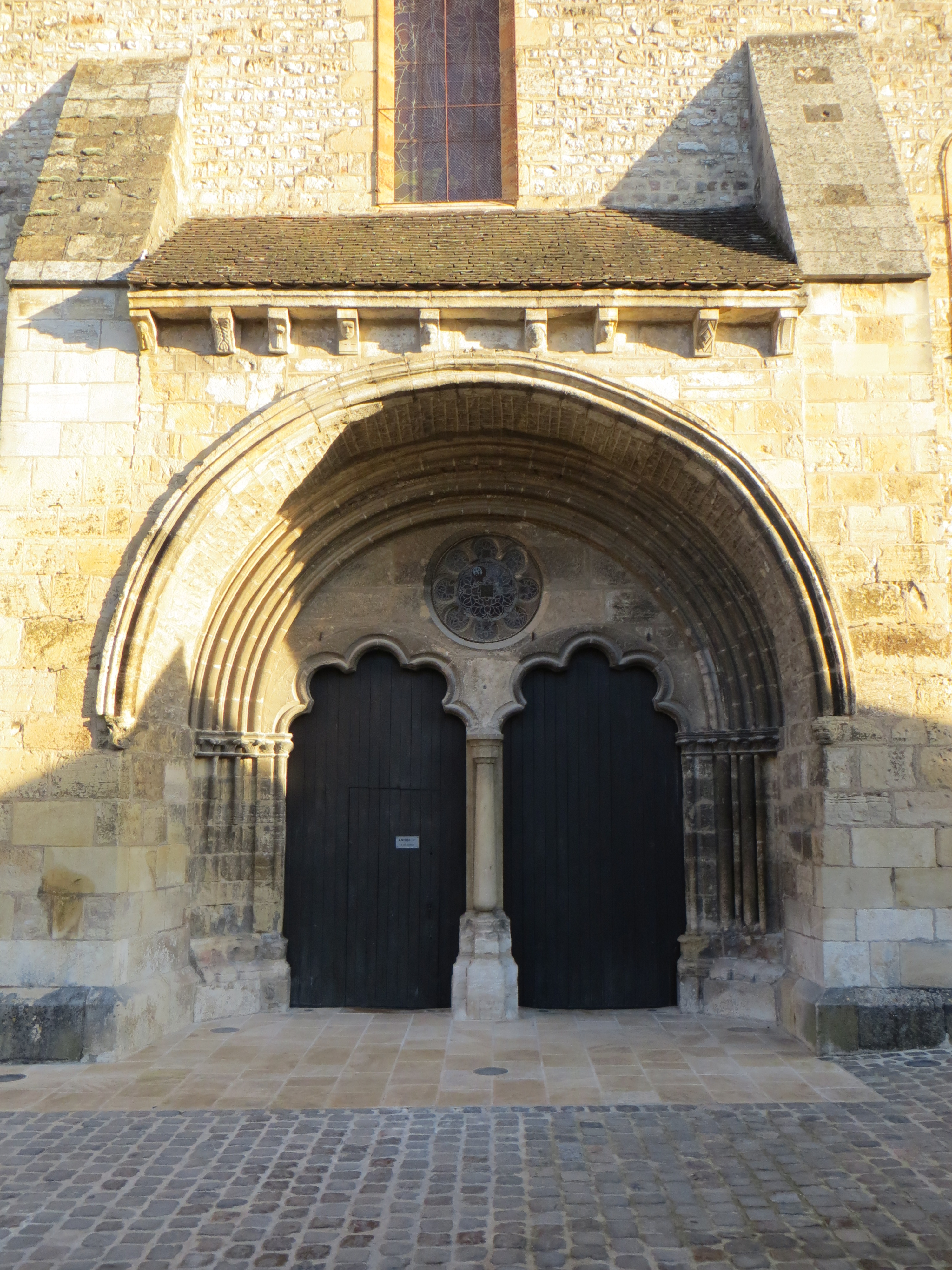
Saint-Amand (CC) IA00011158[2] in Saint-Amand-Montrond, Dép. Cher, Kern 11./12. Jh., Westportal 13. Jh., romanische Form in gotischer Zeit
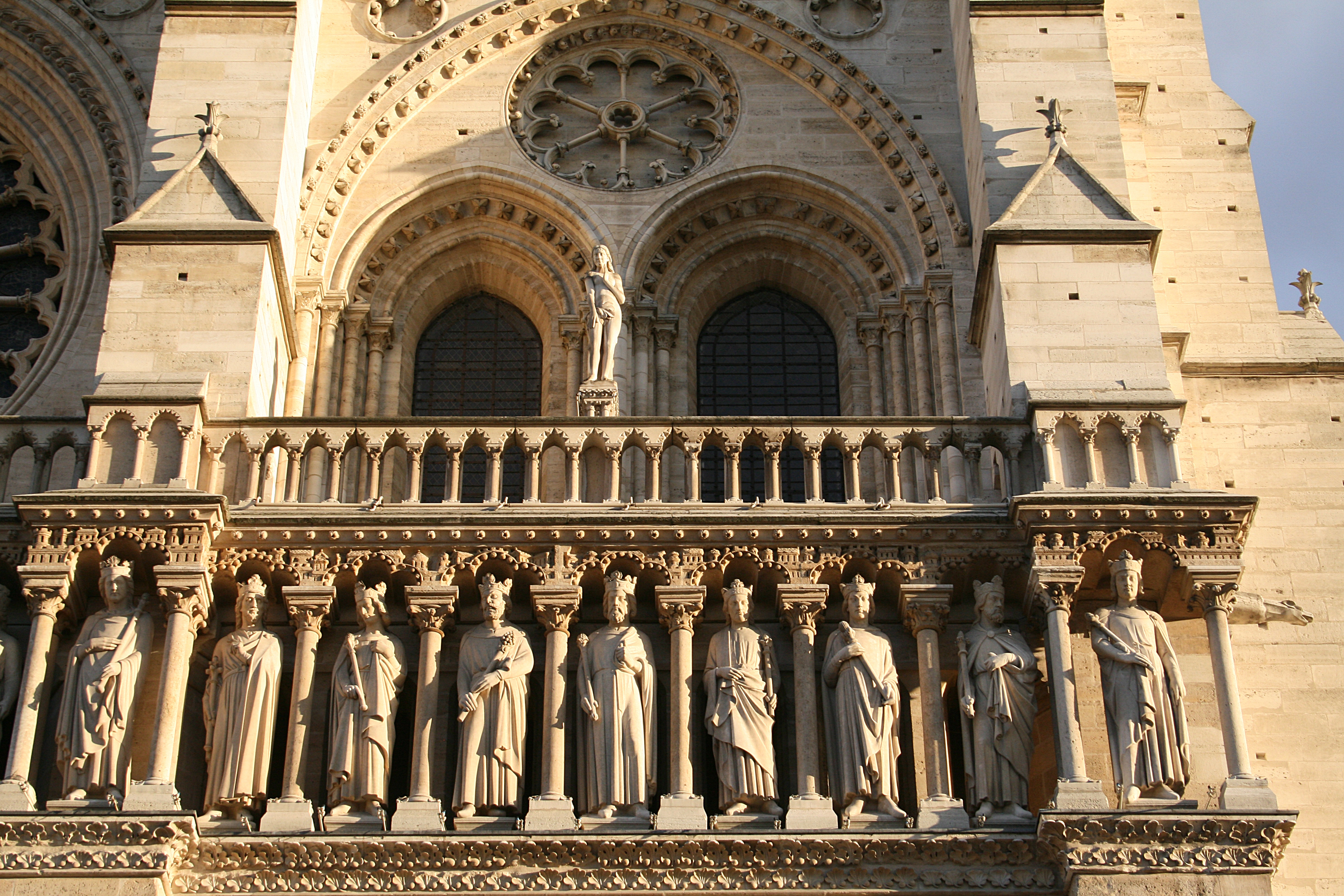
Notre-Dame de Paris, Westfassade um 1200: gelappte Rundbögen der Königsgalerie, frühgotische Fenster
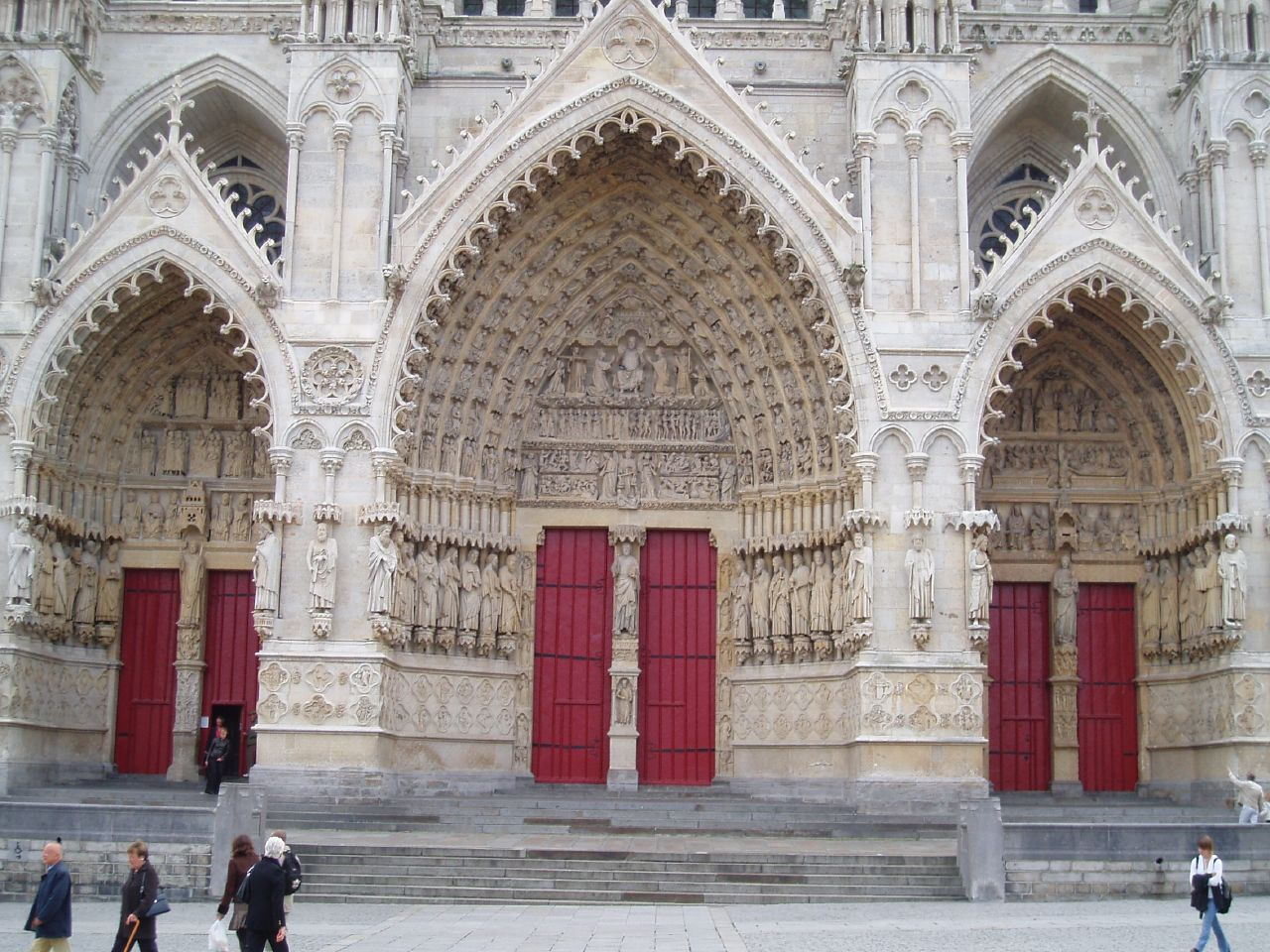
Kathedrale von Amiens, Westfassade 1220–1235, Lappung zu Krabben verfeinert
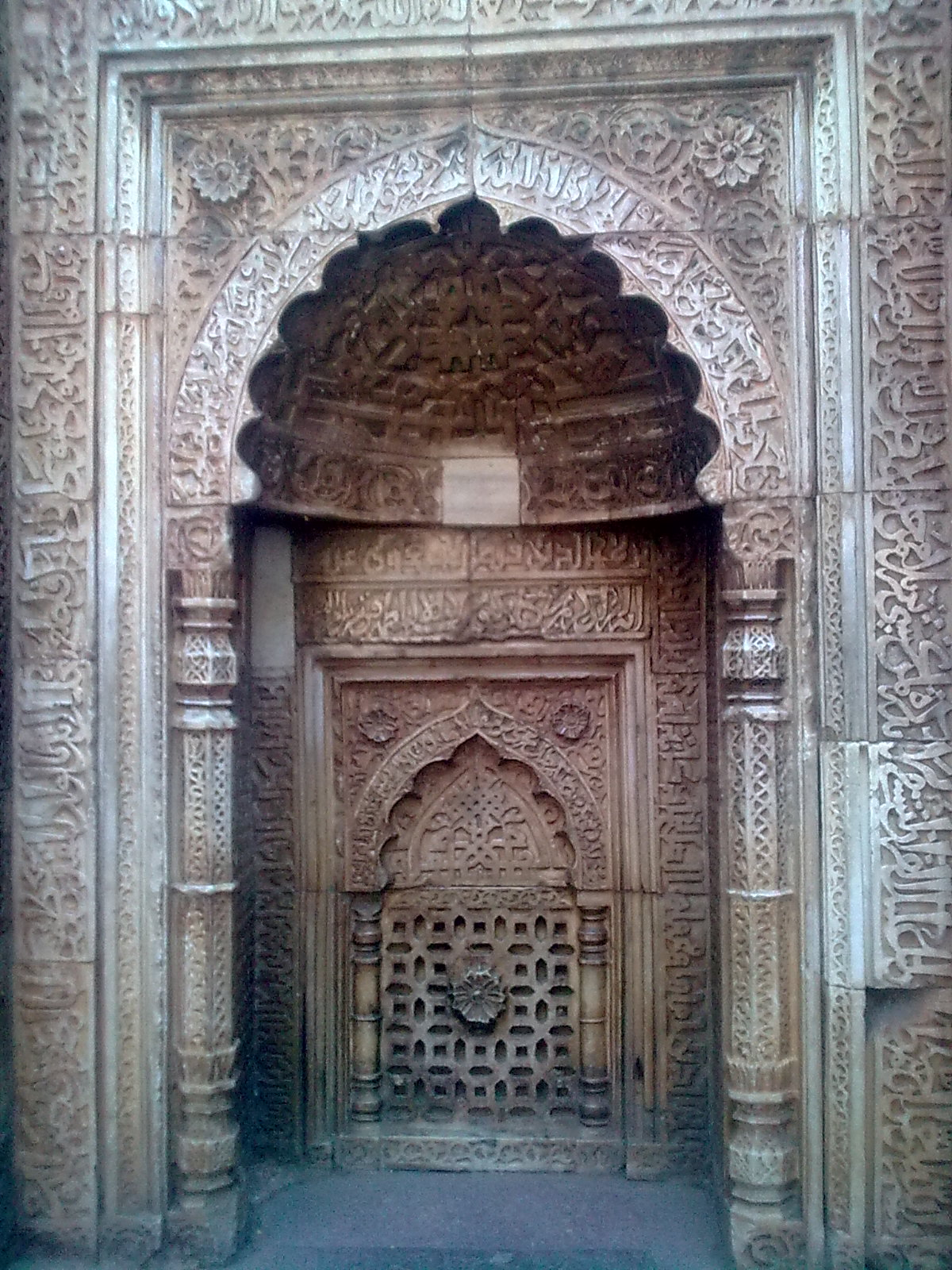
Iltutmish-Mausoleum in Delhi (13. Jh.)
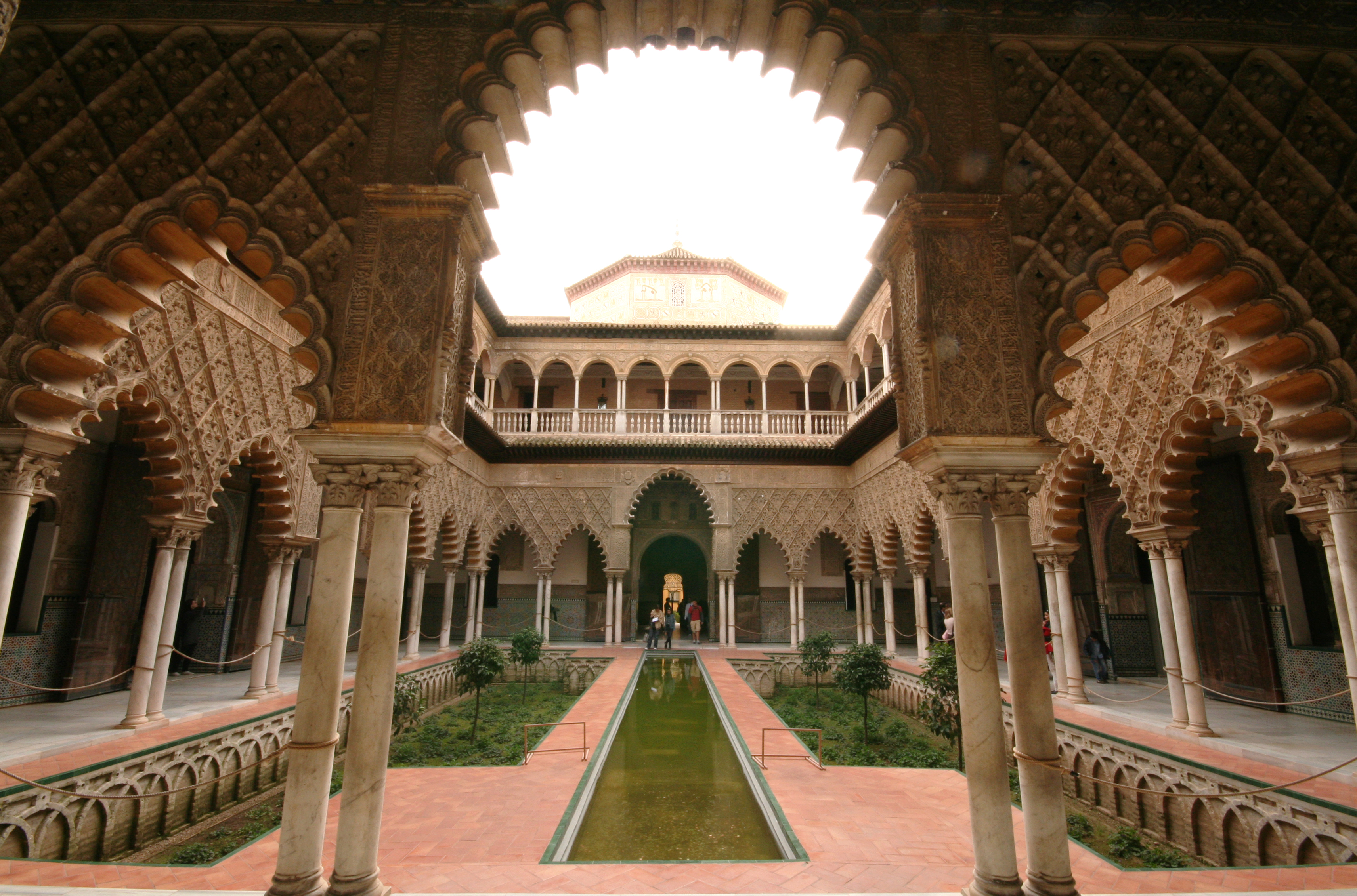
Alcázar, Sevilla (14. Jh.)

Gelappte Rundfenster
Sechspass (geometrische Darstellung)
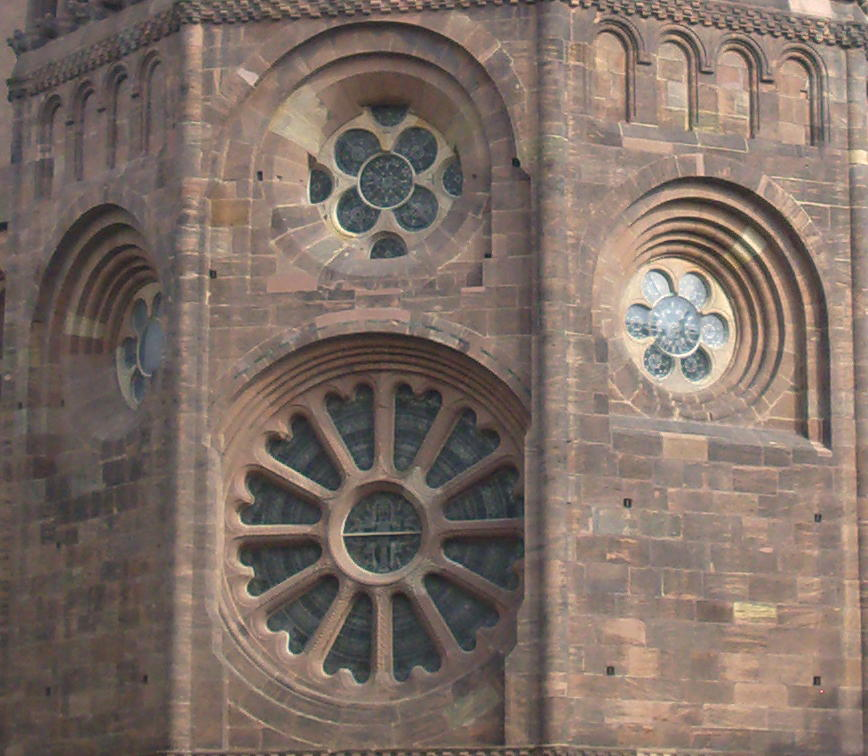
Wormser Dom, Westchor 1181 geweiht: zwei Sechspässe, ein Vierpass, ein Radfenster
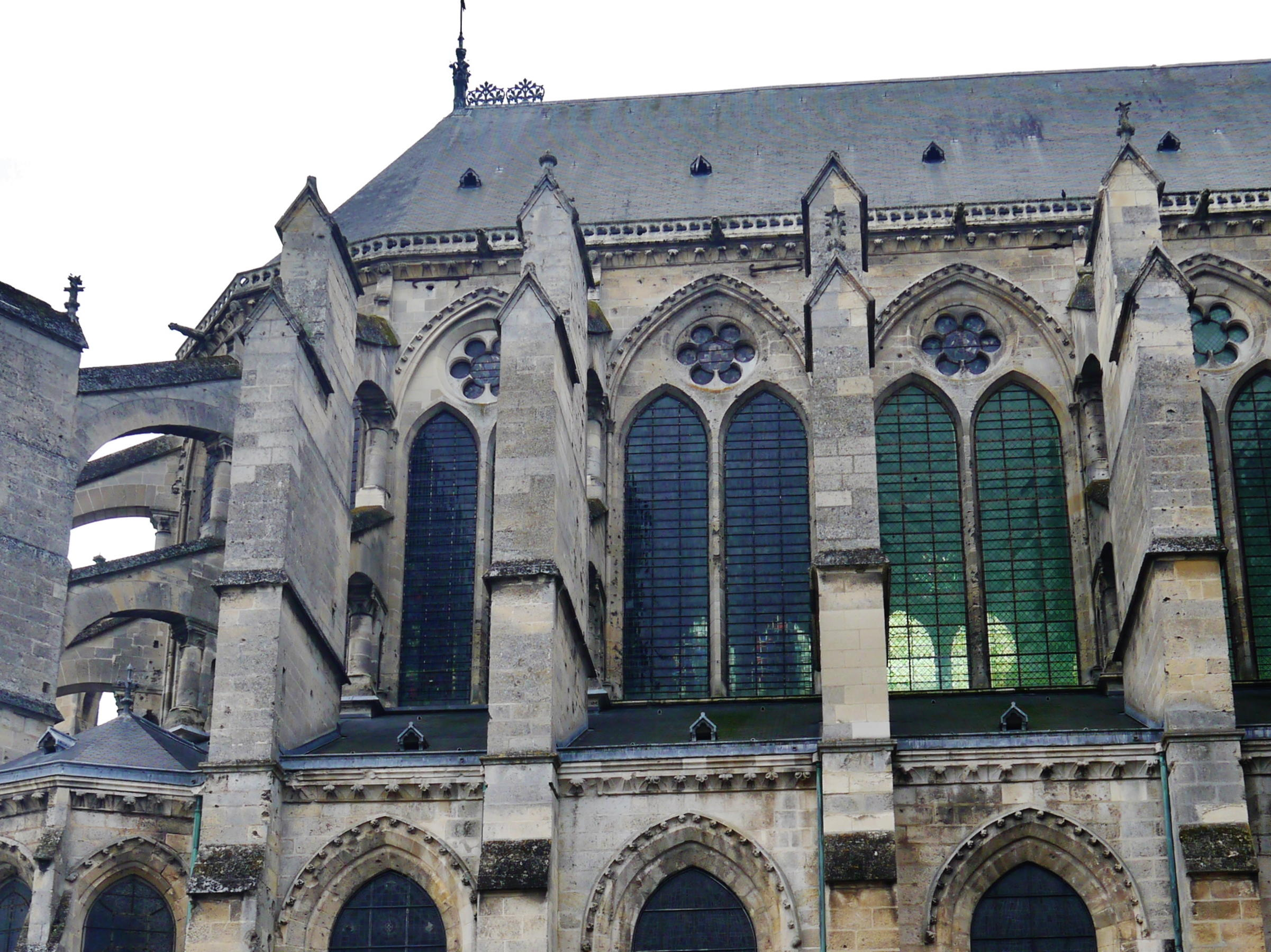
Kathedrale von Soissons, Chorobergaden um 1200, Sechspässe im Plattenmaßwerk
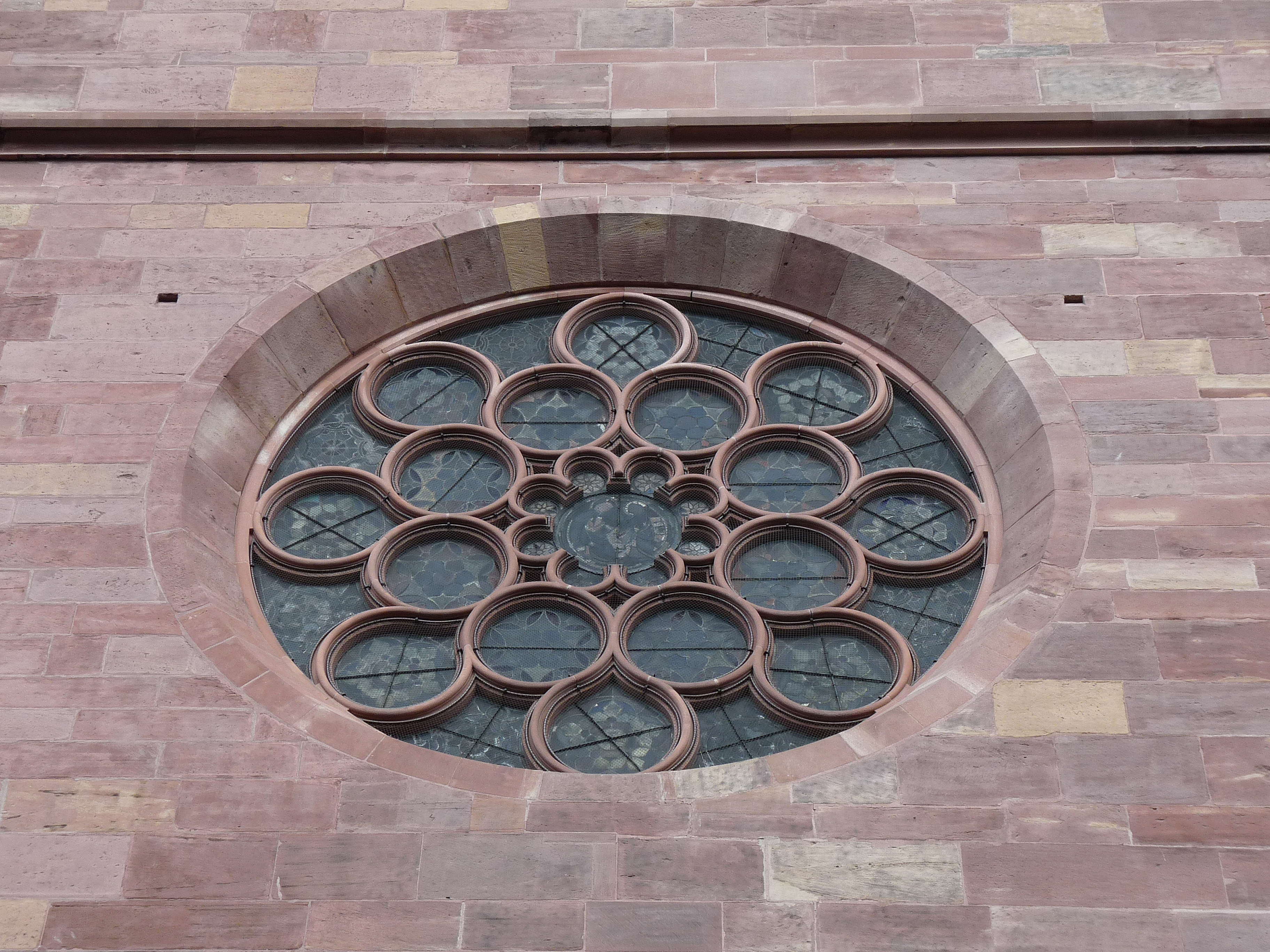
Thomaskirche in Straßburg, Westrose um 1200, Achtpass im Zentrum ausgereiften Maßwerks
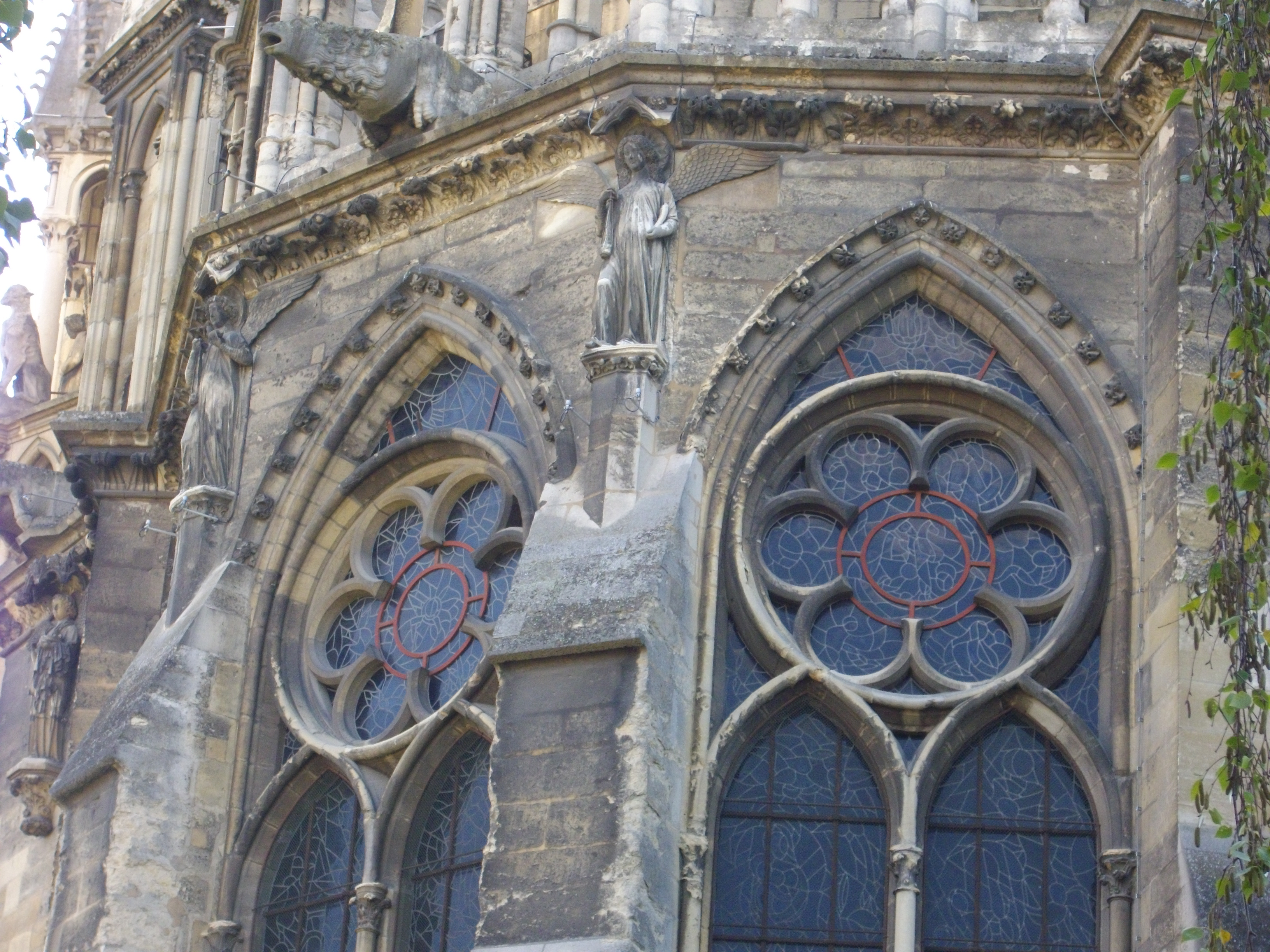
Kathedrale von Reims, Chorkapellen 1215–1220, Sechspässe im ausgereiften Maßwerk

Fächerfenster
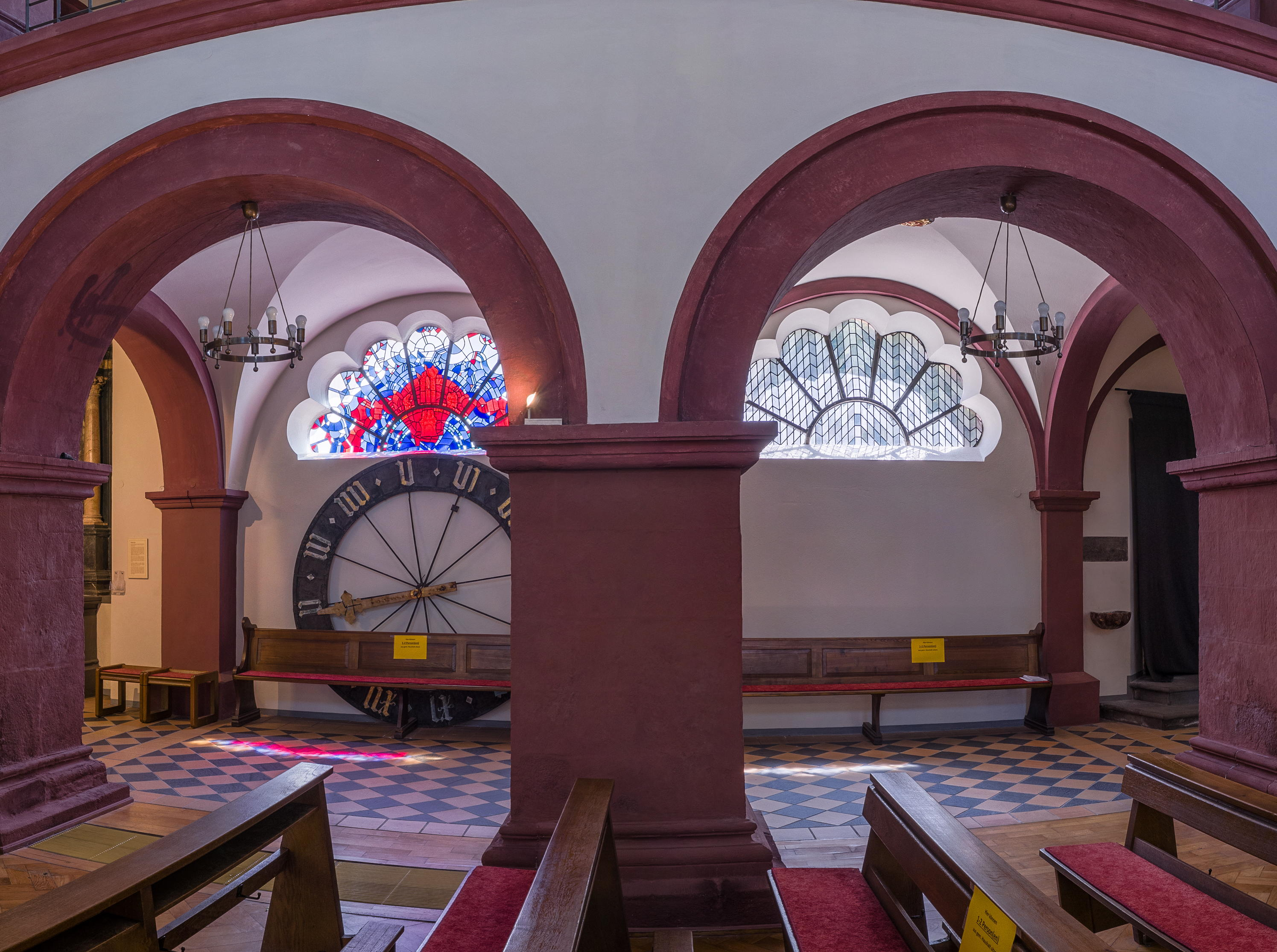
Liebfrauenkirche, Koblenz, Langhaus zw. 1180 und 1230, Fächerfester in romanischem Kontext
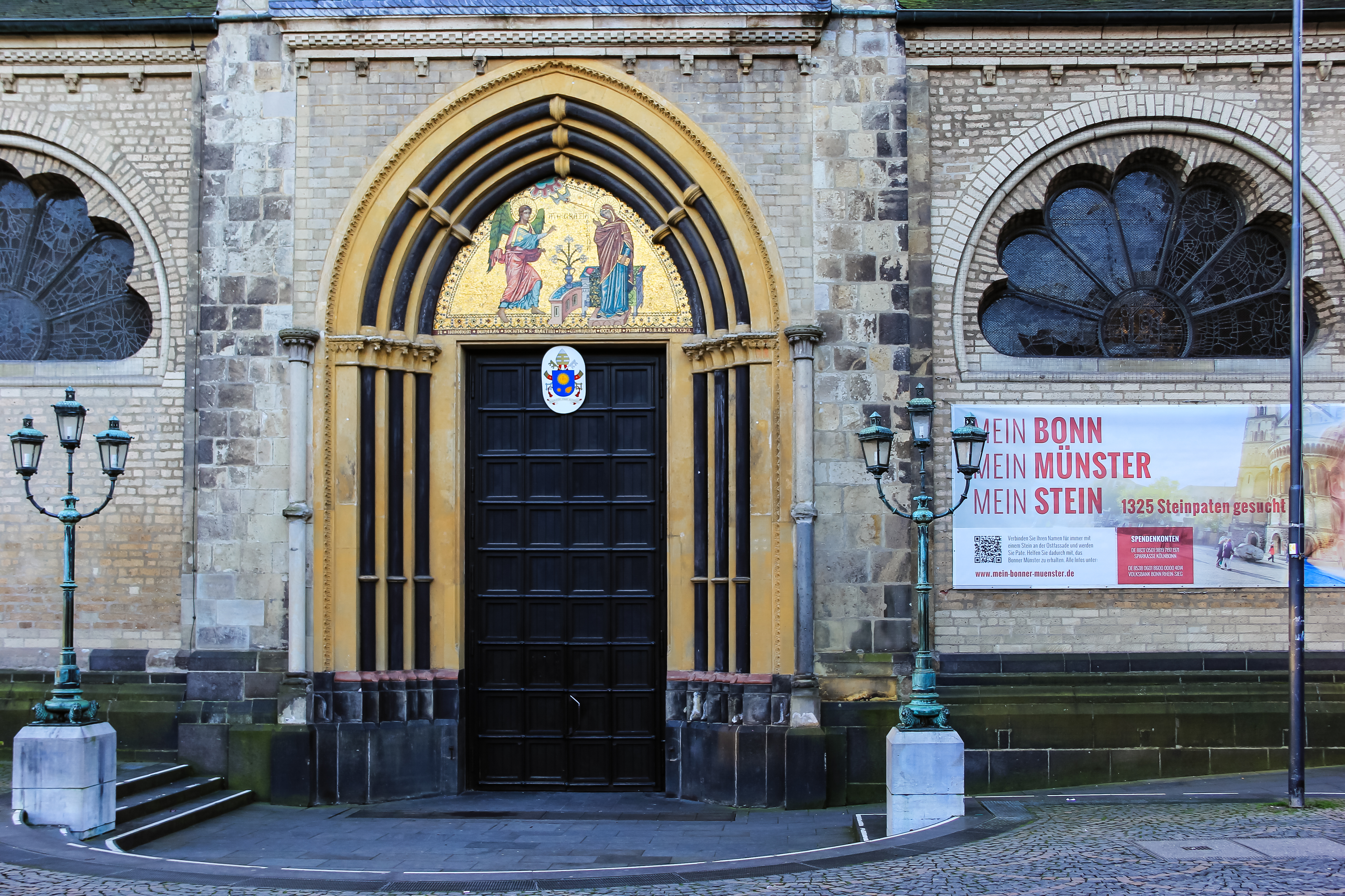
Bonner Münster, 1210–1220, Fächerfenster in gotischem Kontext
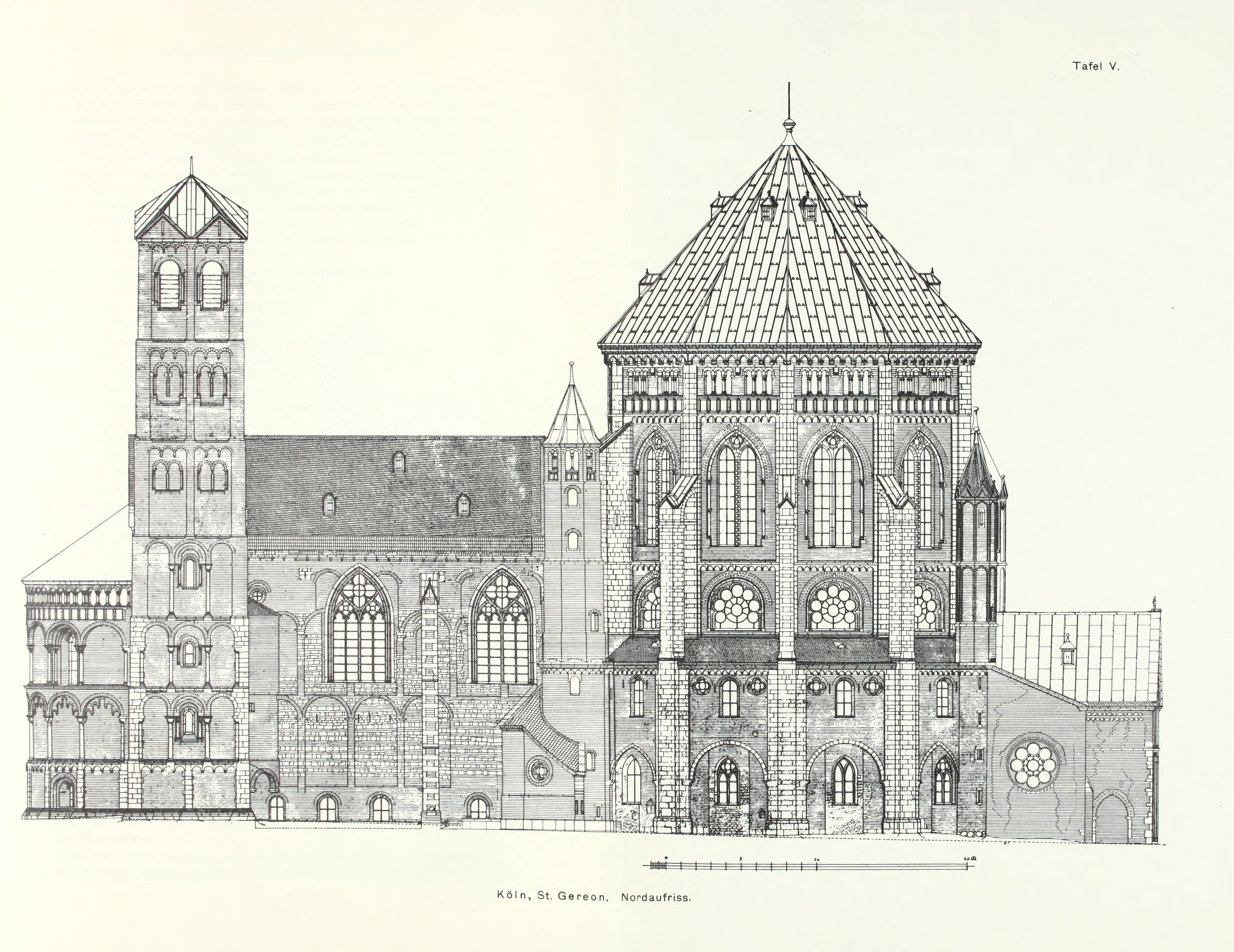
Dekagon von St. Gereon, Köln, 1219–1227, Fächer- und gelapptes Rundfenster in gotischem Kontext
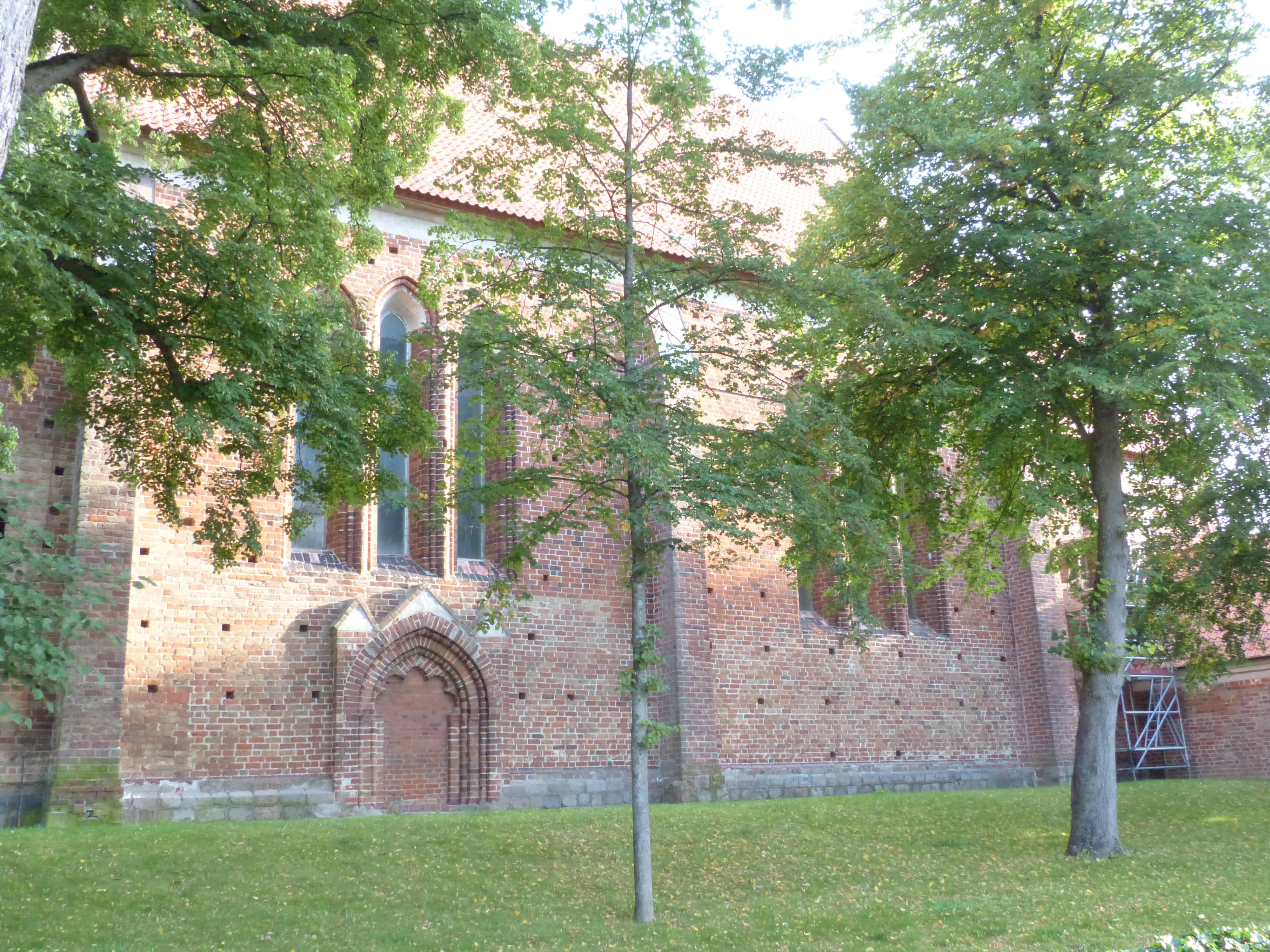
Stadtkirche Bad Sülze, 3. V. 13. Jh., Fächerportal in gotischem Kontext

## Geometrische Eigenschaften im Sechspass

Beweisfigur

Gegeben sei ein Sechspass aus Zweidrittelkreisbögen von sechs kongruenten Kreisen mit Radius {\displaystyle r}, die einem Kreis mit Radius {\displaystyle R} einbeschrieben sind. Dann gilt
{\displaystyle r={\frac {R}{3}}}.
Der Beweis ergibt sich unmittelbar aus der Beweisfigur aufgrund der Eigenschaften der eingezeichneten gleichseitigen Dreiecke.